# Americanismo (eresia)
Americanismo è un termine coniato nel diciannovesimo secolo nell'uso cattolico romano ed è riferito a un gruppo di eresie correlate, che furono definite come l'approvazione della separazione tra Chiesa e Stato. Gli ecclesiastici conservatori europei pensavano che loro rivelassero quei segni del modernismo o del liberalismo che Papa Pio IX aveva condannato nell'Elenco degli Errori del 1864. Temevano che queste dottrine fossero mantenute e insegnate da molti membri della gerarchia cattolica negli Stati Uniti d'America negli anni 1890. I responsabili cattolici negli Stati Uniti, tuttavia, negarono di aderire a queste dottrine.
L'eresia americanista è caratterizzata come un'insistenza sull'iniziativa individuale che il Vaticano giudicava essere incompatibile con quello che era considerato un principio del cattolicesimo: obbedienza all'autorità. Inoltre, i conservatori erano anti-repubblicani che diffidavano e disapprovavano le idee democratiche che erano dominanti in America.
Papa Leone XIII scrisse contro queste idee nella sua enciclica Testem benevolentiae nostrae al Cardinale James Gibbson. Nel 1898, Leone XIII si lamentò di un'America dove la chiesa e lo stato sono "distaccati e divorziati" e scrisse della sua preferenza per una più stretta relazione tra la Chiesa cattolica e lo Stato nel solco delle linee europee.
Il risultato a lungo termine fu che i cattolici irlandesi, che controllavano largamente, e in maniera crescente, la Chiesa cattolica negli Stati Uniti, dimostrarono la loro totale lealtà al Papa e le tracce del pensiero liberale nelle università cattoliche furono soppresse. In fondo fu un conflitto culturale, quando gli europei conservatori, irritati per i pesanti attacchi alla Chiesa cattolica in Germania, Francia e altri paesi, non apprezzarono l'individualismo attivo, la fiducia in sé stessi e l'ottimismo della chiesa americana.

## Americanismo in Europa
Durante la terza repubblica francese, che iniziò nel 1870, il potere e l'influenza del cattolicesimo francese declinarono costantemente. Il governo francese promulgò delle leggi che limitarono con molto rigore il ruolo della Chiesa e la maggioranza dei cittadini francesi non obiettò. Anzi, la loro attenzione si spostò in modo favorevole sulla legislazione laica e non sull'opposizione manifestata dal clero.
Osservando ciò, e incoraggiati dall'agire del Papa Leone XIII, che, nel 1892 aveva fatto appello ai cattolici francesi per accettare lealmente la repubblica, diversi giovani preti francesi si organizzarono per fermare il declino del potere della Chiesa. Essi rilevarono che la Chiesa era stata prevalentemente comprensiva verso i monarchici e ostile alla repubblica; inoltre, poiché la dottrina cattolica era rimasta lontana dalle filosofie e pratiche moderne, buona parte dei francesi riteneva la Chiesa incapace di capire il mondo moderno. Un certo clero, aperto alla modernità, riteneva che la Chiesa facesse troppo poco per formare le coscienze individuali e che puntasse troppo sull'abitudinaria tradizione dell'osservanza religiosa. Ritenevano anche che il cattolicesimo non prendesse abbastanza in considerazione i mezzi moderni di diffusione delle idee e fosse restio a coinvolgere, ad esempio, i movimenti sociali, o a promuovere l'organizzazione di circoli o l'istituzione di comunità. In breve, la Chiesa non si era adattata ai bisogni moderni; questo clero riteneva utile, quindi, aprirsi al mondo laico. Iniziarono perciò un apostolato domestico sulla base della parola d'ordine Allons au peuple ("Andiamo dal popolo"). S'impostarono in seguito progetti sociali e filantropici, che richiedevano un più stretto rapporto tra preti e parrocchiani, favorendo in questo modo un certo spirito d'iniziativa, sia nel clero sia nel laicato. Trovarono un modello utile ai loro fini nelle organizzazioni delle chiese americane, istituzioni fortemente radicate tra popoli liberi, con preti pubblicamente rispettati e con una nota di aggressivo zelo in ogni progetto dell'iniziativa cattolica.

### Isaac Hecker

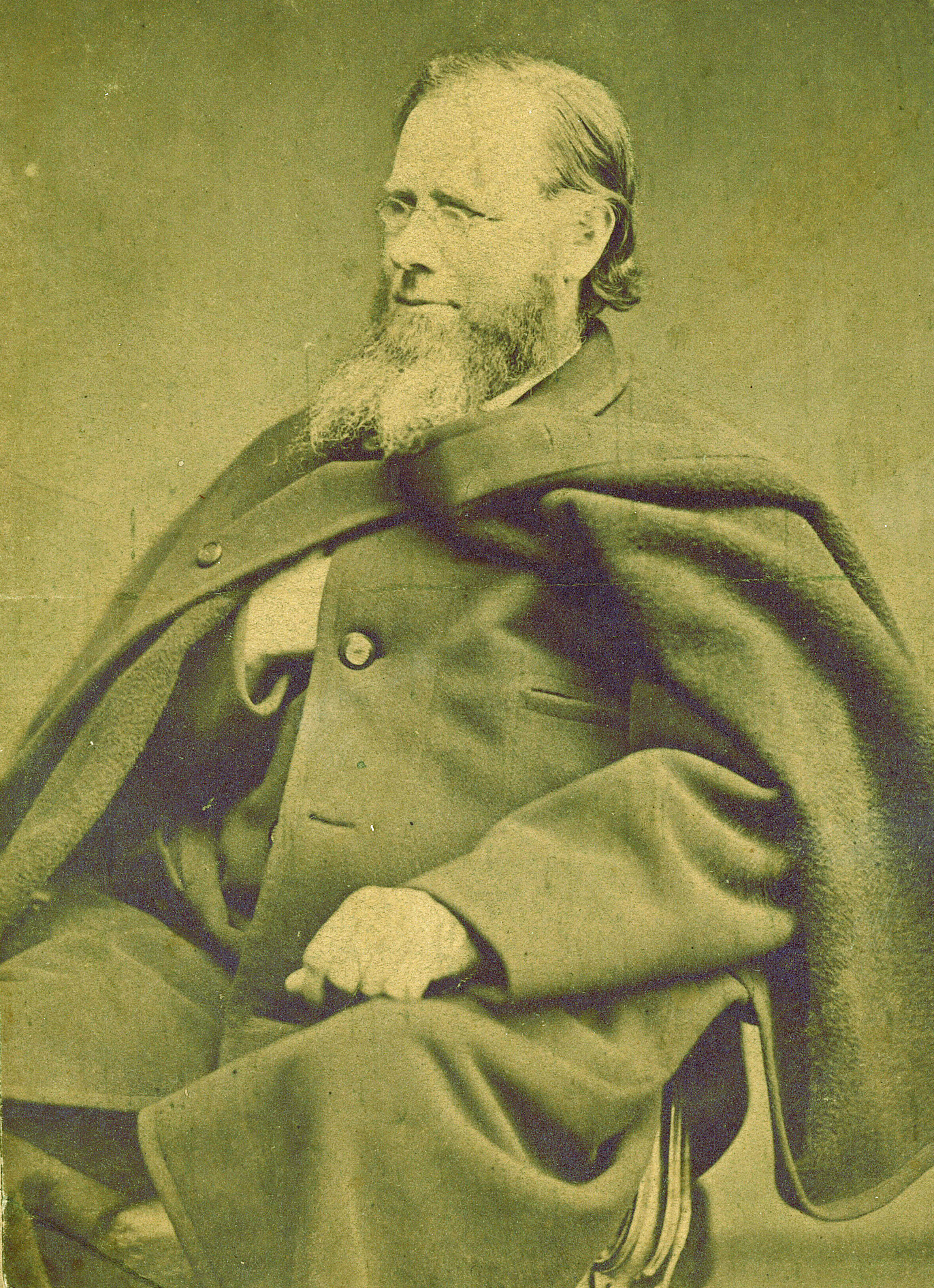
Padre Isaac Hecker

Negli anni del 1890, questo problema venne portato forzatamente all'attenzione dei cattolici europei dalla traduzione, redatta dalla contessa de Ravilliax, di una biografia di Isaac Thomas Hecker da parte del padre paolista Walter Elliott, con l'introduzione a cura dell'Abbé Felix Klein, che sollevò la maggior riprovazione del Vaticano. La sua biografia, scritta in inglese dal padre paolista Elliott nel 1891, venne tradotta in francese sei anni più tardi e si rivelò un'ispirazione per i francesi. Padre Hecker era morto da anni a questo punto e non era mai stato visto dal papa con sfavore. Tuttavia, questa traduzione della biografia di Hecker e dell'introduzione dell' Abbé Klein al libro lo fecero apparire molto più di un radicale di quanto egli fosse.
Hecker aveva cercato di tendere la mano ai protestanti americani, sottolineando certi punti dell'insegnamento cattolico, ma Papa Leone XIII interpretò questo sforzo come un annacquamento della dottrina cattolica. Hecker aveva anche utilizzato termini come ad esempio "virtù naturale," che al papa suggeriva l'eresia pelagiana. Poiché i membri dei Società dei Sacerdoti Missionari di San Paolo Apostolo pronunciavano le promesse, ma non i voti degli ordini religiosi, molti conclusero che Hecker negasse la necessità di un'autorità esterna.
I liberali francesi ammiravano in modo particolare padre Hecker per il suo amore dei tempi moderni e la libertà moderna e la sua devozione al cattolicesimo liberale. Infatti, loro lo presero come un genere di santo patrono. Ispirati dalla vita e dal personaggio di padre Hecker, i preti attivisti francesi intrapresero l'attività di persuadere il loro colleghi preti ad accettare il sistema politico e poi di evadere dal loro isolazionismo, mettere se stessi in contatto con la vita intellettuale del paese e prendere parte attiva nell'opera di miglioramento sociale. Nel 1897, il movimento ricevette un nuovo impulso quando Monsignor O'Connell, ex rettore dell'Università pontificia nord americana a Roma, parlò a favore delle idee di padre Hecker al congresso cattolico a Fribourg.

### Opposizione all'americanismo
Cattolici conservatori si misero in allarme per ciò che consideravano essere i sintomi di pernicioso modernismo o "Liberalismo".  Pensavano che lo slogan Allons au peuple avesse un suono di eresia, che abbatteva la distinzione istituita in maniera divina tra il prete e il laico, dando alla gente laica troppo potere negli affari della Chiesa. Giudicarono che l'insistenza sull'iniziativa individuale era incompatibile con l'obbedienza all'autorità della Chiesa, a causa dell'autorità investita nei vescovi e nei loro successori di Cristo, che forma un principio fondamentale del cattolicesimo. Si lamentarono davanti al Papa, e nel 1898 l'Abbé Maignan scrisse un'ardente polemica contro il nuovo movimento chiamato Le Père Hecker, est-il un saint? ("Padre Hecker è un santo?"). I conservatori europei furono rafforzati dai vescovi cattolici americano-tedeschi nel Midwest, che erano sospettosi degli irlandesi, che in maniera crescente dominavano la Chiesa cattolica americana.
Molte potenti autorità vaticane detestavano anche la tendenza "americanista", e Papa Leone XIII era riluttante a censurare i cattolici americani, i quali erano stati spesso lodati per la loro lealtà e fede, ma alla fine fece delle concessioni alle pressioni su di lui esercitate.

## Soppressione dell'americanismo

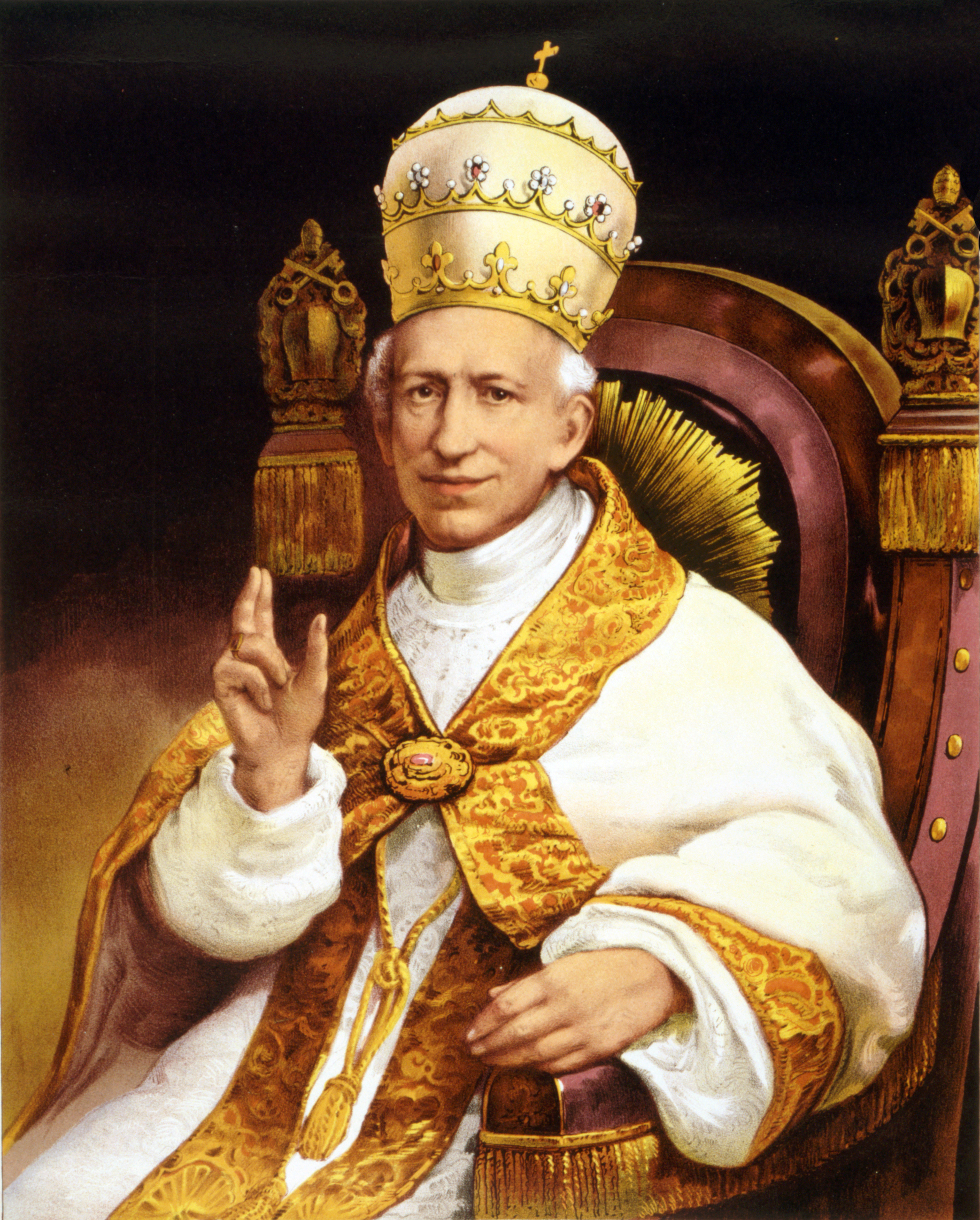
Papa Leone XIII

Nell'enciclica Longinqua oceani (1895; "Ampia distesa dell'oceano"), Papa Leone XIII dava una visione in maniera generale positiva della Chiesa americana, compiacendosi del successo del cattolicesimo negli Stati Uniti, ma al tempo stesso osservava che la Chiesa "avrebbe offerto più abbondanti frutti se, in aggiunta alla libertà, godesse del favore delle leggi e del patrocinio dell'autorità pubblica." Leone consigliò la gerarchia della Chiesa americana di non sostenere il sistema di separazione tra Chiesa e Stato.
Nel 1898, papa Leone si lamentò di un'America dove la Chiesa e lo Stato sono "separati e divorziati", e scrisse della sua preferenza per una più stretta relazione tra Chiesa cattolica e Stato sulla base del modello vigente in molte nazioni europee europee.
Infine, nella sua lettera pastorale Testem benevolentiae nostrae (22 gennaio 1899; "Testimone della nostra benevolenza"), indirizzata al cardinale James Gibbons, arcivescovo di Baltimora, papa Leone condannò altre forme di americanismo. Le nazioni cattoliche avevano ormai da lungo tempo tollerato altre religioni, ma la Chiesa aveva ritenuto che la fede cattolica dovesse essere favorita, fino a giungere, dove possibile, all'esclusione di altre religioni, .
Papa Leone XIII espresse anche preoccupazioni sul liberalismo di alcuni cattolici americani: egli riteneva che il fedele non potesse decidere la dottrina da solo. Egli ribadì che i cattolici dovevano sottostare all'autorità del magistero della Chiesa, che, secondo la dottrina cattolica, insegna infallibilmente in materia di fede e di morale. In generale, egli riteneva che le scuole pubbliche rischiassero di trascurare i bisogni di religiosità dell'infanzia e che sarebbero state inadatte all'educazione cristiana dei bambini. Il Papa ritenne ridicola l'idea che tutte le opinioni avevano diritto di essere diffuse pubblicamente e affermava che tali discorsi potevano danneggiare la moralità generale. Condannò anche la biografia di Jecker e l'americanismo.
Questo documento condannava le seguenti dottrine e tendenze:
1. indebita insistenza su iniziative interne nella vita spirituale, giacché conducevano alla disobbedienza
2. attacchi ai voti religiosi e dispersione del valore degli ordini religiosi nel mondo moderno
3. minimizzazione della dottrina cattolica
4. minimizzazione dell'importanza della direzione spirituale

La direttiva non asseriva che Hecker e gli americani avessero sostenuto qualche dottrina malsana sui punti di cui sopra, invece, semplicemente, dichiarava che se tali opinioni esistevano, la gerarchia locale doveva sradicarle.

### La risposta americana

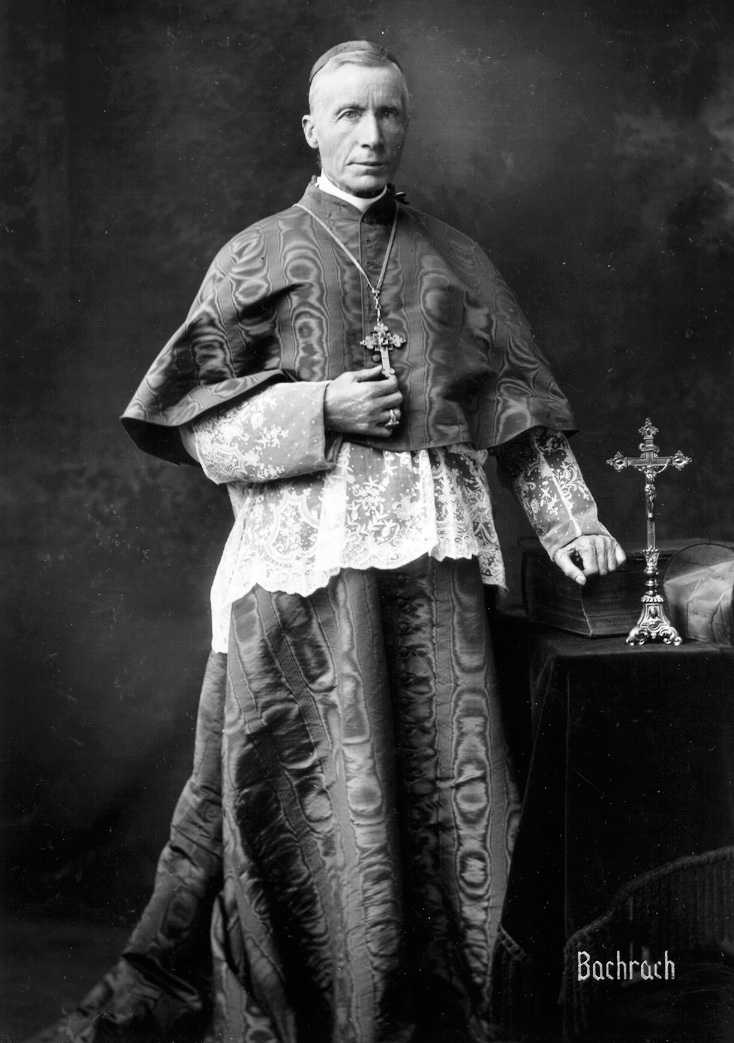
James Gibbons, cardinale arcivescovo di Baltimora

In risposta al Testem benevolentiae, il cardinale Gibbons e molti altri prelati replicarono a Roma con voce quasi unanime, negando che i cattolici americani sostenessero le teorie condannate. Loro asserivano che Hecker non aveva mai tollerato il minimo allontanamento dai principi cattolici nelle loro complete e più critiche applicazioni.
L'agitazione causata dalla condanna fu minima; quasi l'intero laicato e una considerevole parte del clero erano inconsapevoli di questa vicenda. Tuttavia, la direttiva del papa si concluse con il rafforzamento della posizione dei conservatori in Francia. I pronunciamenti di Leone effettivamente chiusero il movimento americanista e decurtarono le attività dei cattolici progressisti americani.
John Ireland, arcivescovo di San Paolo e Minneapolis, in Minnesota e primo modernizzatore, dovette muoversi cautamente per evitare la condanna delle sue vedute. Ireland cercò di adattare i valori sociali e religiosi della Chiesa cattolica alla politica e alla cultura americana, specialmente la libertà religiosa, la separazione fra Chiesa e Stato, la cooperazione con i non cattolici, la partecipazione dei laici nelle decisioni ecclesiastiche da prendere. Molte delle sue idee furono esplicitamente condannate dal Testem Benevolentiae di Papa Leone XIII (1899) come eresia e americanismo. Nondimeno, Ireland continuò a promuovere le sue vedute. Quando vedute europee similari furono condannate dalla Pascendi Dominici Gregis (1907) di Papa San Pio X, Ireland fece attivamente campagna contro quella che il papa dichiarò l'eresia del modernismo. Questo apparentemente incoerente comportamento derivava dal concetto di Ireland di un'"aura" tra "ultraconservatorismo," che rendeva la Chiesa come irrilevante, e l'"ultraliberalismo", che rigettava il messaggio della Chiesa.